# Life and Customs of the Winnebago Indians
Life and Customs of the Winnebago Indians è un cortometraggio muto del 1912 diretto da George L. Cox.

## Produzione
Il film fu prodotto dalla Selig Polyscope Company. Venne girato a Black River Falls, nel Wisconsin.

## Distribuzione
Distribuito dalla General Film Company, il film - un cortometraggio di una bobina - uscì nelle sale cinematografiche statunitensi il 20 settembre 1912.